# Harvest Moon 3
Harvest Moon 3 (牧場物語GB3?, Bokujou Monogatari) è un videogioco di simulazione per Game Boy Color sviluppato dalla Victor Interactive Software, parte della lunga serie di videogiochi Harvest Moon. Harvest Moon 3 è l'ultimo gioco della serie ad essere pubblicato per Game Boy Color, ed è anche uno dei titoli della serie più caratteristici. In Giappone il gioco fu originariamente pubblicato sulle due cartucce  (una versione per il personaggio maschile ed una versione per il personaggio femminile), ma per la pubblicazione al di fuori del Giappone, le due versioni furono unite in una sola cartuccia.